# 別府隆文
別府 隆文（べっぷ たかふみ、1933年6月30日 - 2021年2月27日）は、日本の実業家。

## 経歴
福岡県久留米市出身。1958年に早稲田大学教育学部を卒業し、同年にテレビ西日本に入社。
1985年7月に制作局長に就任し、取締役、常務、専務、副社長を経て、1999年6月から2005年6月までに社長を務め、2005年6月から2009年までに会長を務めた。
西日本新聞社監査役、取締役、フジテレビジョン取締役、フジ・メディア・ホールディングス取締役も務め、2000年から2006年までに日本民間放送連盟理事を務めた。
2008年4月に旭日中綬章を受章した。
2021年2月27日肺炎のために死去。87歳没。叙従四位。